# Bent Axen
Bent Axen (Kopenhagen, 12 augustus 1925 – 20 mei 2010) was een Deense jazzpianist en theater- en filmcomponist.

## Biografie
Axen speelde in 1949/1950 bij Ib Renard en was daarna tot 1958 lid van de band van Johnny Campbell en Max Brüel en daarna in het orkest van Ib Glindemann. In 1960 formeerde hij een eigen jazzkwintet en begeleidde hij in het trio van Erik Moseholm gastsolisten als Eric Dolphy. Tussen 1961 en 1967 behoorde hij tot radiojazzbands van Danmarks Radio, waarvoor hij ook composities schreef. Daarnaast trad hij ook op met Don Byas. Vervolgens was hij actief als theatermuzikant en –componist, aanvankelijk in het Gladsaxe Teater, sinds 1971 in het Folketeatret. Daarnaast werkte hij voor film en televisie.
In 1960 werd hij geëerd als Deens «Jazzmuzikant van het jaar».

## Overlijden
Bent Axen overleed in mei 2010 op 85-jarige leeftijd.

## Discografie
- Bent Axen Axen Trio, Quintet & Sextet (met Frank Jensen, Bent Jædig, Allan Botschinsky,  Ole Laumann, Erik Molbach, Niels-Henning Ørsted Pedersen, Jørn Elniff, Finn Frederiksen; SteepleChase Records)

## Filmografie
- 1961: Mine tossede drenge
- 1963: Sekstet
- 1965: Sommerkrig

- Bibliothèque nationale de France: cb14013752t (data)
- Gemeinsame Normdatei: 134688856
- International Standard Name Identifier: 0000 0000 5517 8042
- Library of Congress Control Number: nr97033974
- MusicBrainz: 8ee0755b-4711-40a7-86c3-c8addcc09afc
- Istituto Centrale per il Catalogo Unico: DDSV285840
- Virtual International Authority File: 44497179
- WorldCat: E39PBJxmHgDxVM8G3cyjC86xjC